# Palais Pálffy (Wallnerstraße)

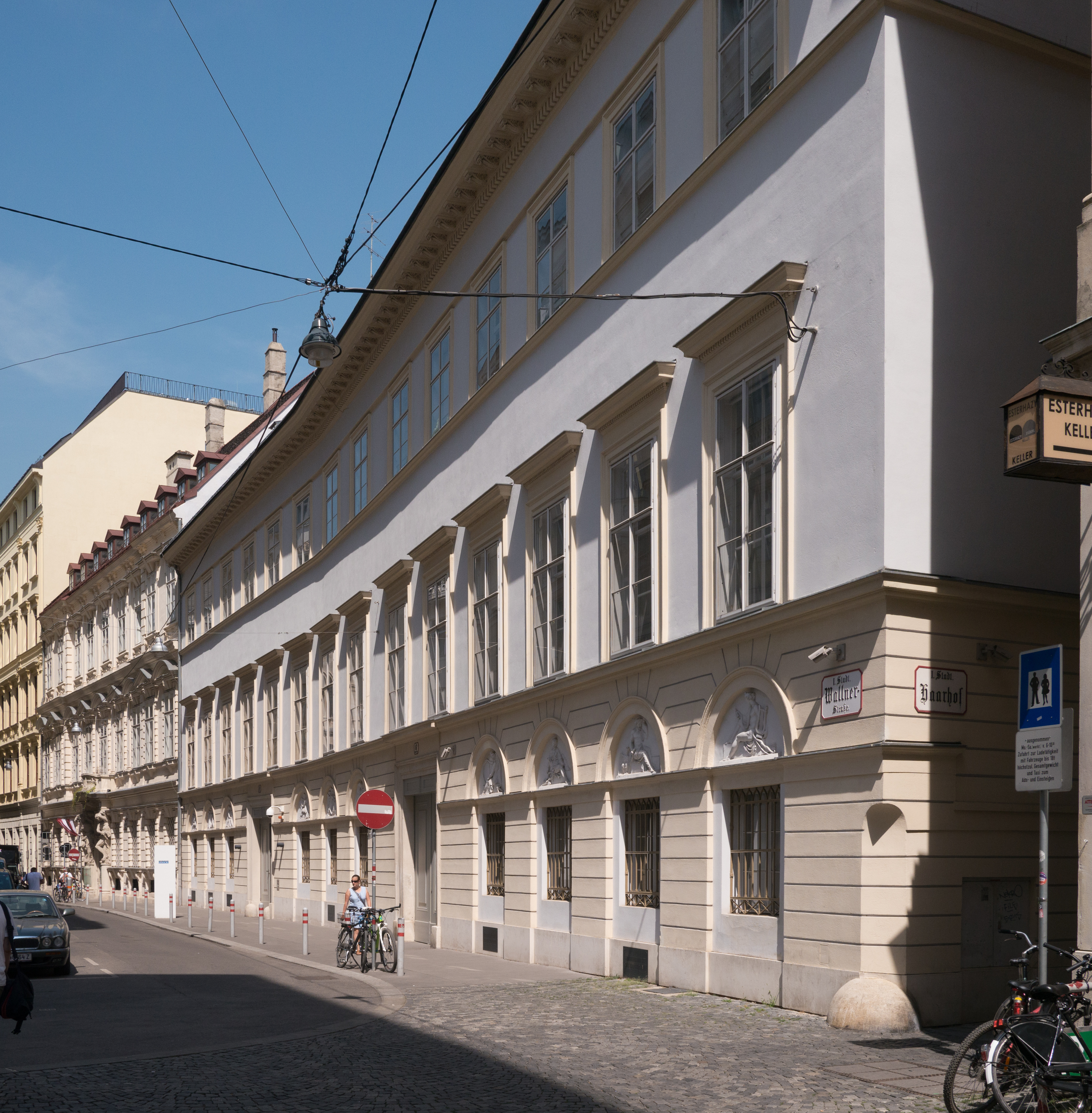
Palais Pálffy

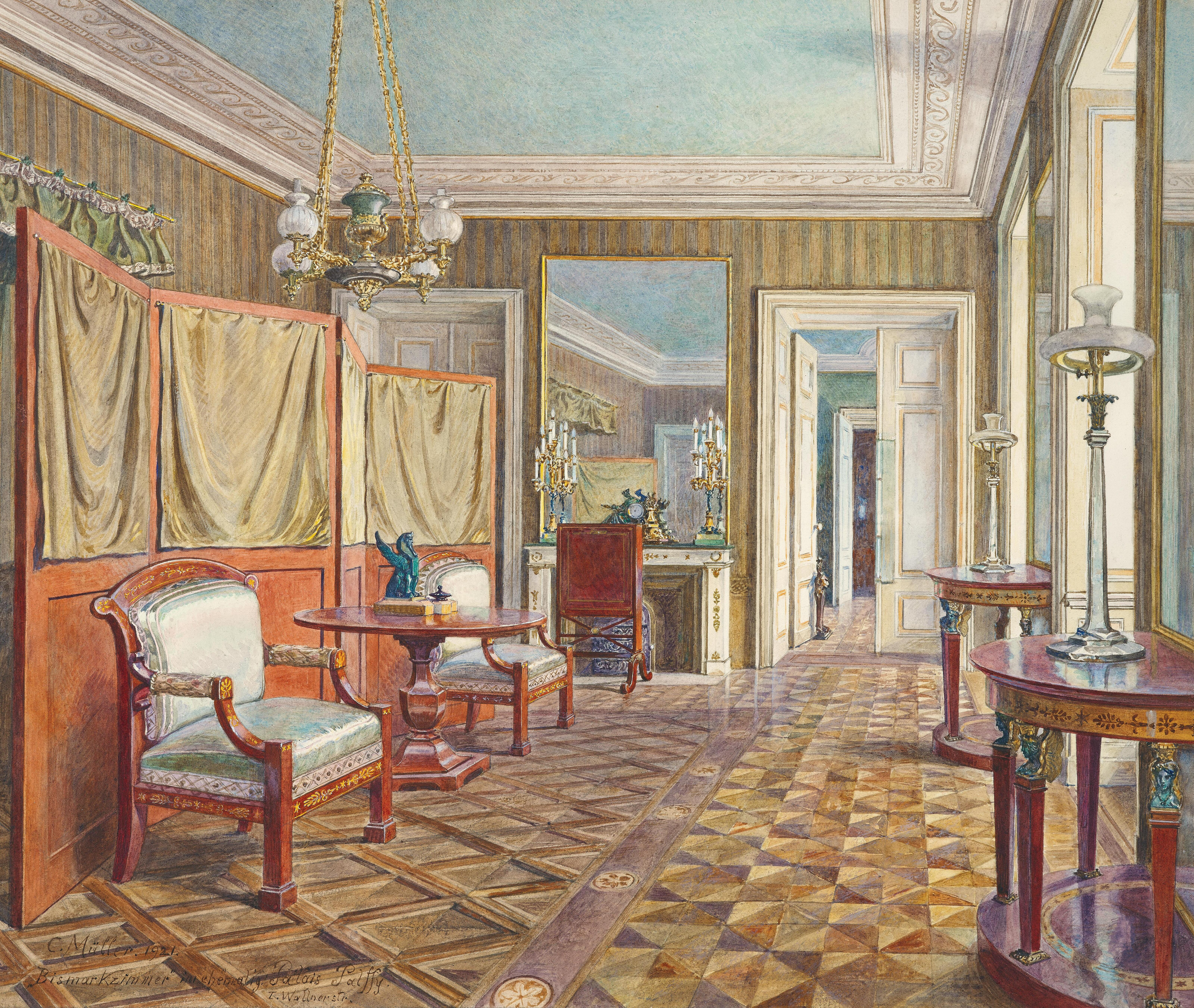
Carl Müller: „Bismarkzimmer im ehemal. Palais Palffy I. Wallnerstr.“, 1909

Das Palais Pálffy an der Wallnerstraße ist ein Palais im 1. Wiener Gemeindebezirk Innere Stadt mit der Hausnummer 6. Neben dem Palais Pálffy an der Wallnerstraße war die Familie Pálffy außerdem im Besitz des Palais Pálffy am Josefsplatz. 

## Geschichte
Das Palais Pálffy wurde von Johann Graf Pálffy von Erdöd beim französischen Architekten Charles de Moreau in Auftrag gegeben. Mit dem Bau wurde im Jahre 1809 begonnen, die Fertigstellung erfolgte im Jahre 1813. Das ursprüngliche Gebäude in der Wallnerstraße war durch einen Brand zerstört worden und musste deshalb dem neuen Palais weichen. Das Palais Pálffy wurde im Stil der französischen Villenarchitektur des Klassizismus mit 14-achsiger Fassade erbaut. Die Innenausstattung im Empirestil wurde von Raphael von Rigel geschaffen.
1908 starb Johann Palffy. Seine Erben verkauften das Palais 1920 an die Bank- und Verlagsbesitzer Richard Kola und Artur Kola. Heute befindet sich das Palais Pálffy an der Wallnerstraße im Staatsbesitz und beherbergte bis zum Jahre 1989 das Allgemeine Verwaltungsarchiv und wurde bis 2004 als Verwaltungsakademie des Bundes genutzt. Die große Treppe mit Stufen aus dem harten, weißen Kaisersteinbrucher Kaiserstein und die reich ausgestatteten Innenräume, insbesondere der Große Festsaal, sind teilweise noch im Original erhalten.
Die Generalsanierung 2004 bis 2007 erfolgte unter der Generalplanung der Architekten Ablinger, Vedral & Partner.
Seit November 2007 beherbergt das Palais Pálffy an der Wallnerstraße das OSZE-Sekretariat.